# Denis Gautier-Sauvagnac
Pour les articles homonymes, voir Gautier, Sauvagnac (homonymie) et DGS.
Denis Gautier-Sauvagnac (DGS), né Denis Gautier à Paris le 28 mai 1943, est un haut fonctionnaire et administrateur français.

## Biographie

### Origines et débuts professionnels
Fils d'un directeur de banque, il suit ses études au lycée Janson-de-Sailly puis à la faculté de droit de Paris. Il préside la Conférence Olivaint en 1963. Il est diplômé de l´Institut d'études politiques de Paris et entre à l'École nationale d'administration (promotion Marcel Proust, 1967).
Il commence à sa sortie de l'ÉNA, une carrière dans l'administration des finances, comme adjoint à l'Inspection générale des finances en 1967, inspecteur des finances en 1969 et attaché à la direction du Trésor en 1971. Il approche le pouvoir politique, auprès des instances européennes, comme attaché financier à la représentation permanente de la France auprès de la Communauté européenne (1972) puis auprès de François-Xavier Ortoli comme conseiller économique (1973-74) directeur adjoint (1974-1976) et directeur de cabinet (1976), avant d'être nommé Secrétaire général adjoint du Comité interministériel pour les questions de coopération économique européenne, entre 1978 et 1979.
Marié à Solange Fauchon de Villeplée, issue d'une famille de la bourgeoisie originaire de la Manche ; installé au manoir d'Isigny-le-Buat (« Le Logis »), il s'engage dans la vie politique locale et devient suppléant du député Émile Bizet entre 1978 et 1981.

### Dirigeant de l'Union laitière normande
Fort de sa connaissance de la politique agricole commune, et avec l'appui du Crédit agricole de la Manche, il prend la tête en 1981 de la coopérative laitière locale devenue grande entreprise agrico-alimentaire l'Union laitière normande (7000 salariés et 35000 producteurs de lait). Face aux pertes de l'année précédente (76 MF en 1980), il met en œuvre avec une équipe de direction resserrée un plan de redressement vigoureux qui permet dès 1981 le retour à l'équilibre des comptes. Dans un contexte de turbulences monétaires et de débats sur le prix du lait (affecté par les montants compensatoires) ces mesures passent d'abord mal : blocages d'usines et grèves. S'ajoute à cela un conflit politico-juridique de 1981 à 1984 pour le contrôle de PREVAL. L'ULN obtient gain de cause auprès des tribunaux. L'instauration des quotas laitiers en 1984 le contraint à lancer un nouveau plan d'adaptation avec des cessions d'actifs et des accords de collecte avec la concurrence. Malgré ces écueils, cette gestion rigoureuse (baisse des effectifs, modération des hausses de salaires et du prix du lait, maîtrise des coûts, adaptation de l'outil industriel pour une production à plus forte valeur ajoutée, relance commerciale et marketing) permet de maintenir l'équilibre des comptes et de restaurer la confiance des banques, des sociétaires et des pouvoirs publics. Il quitte l'ULN courant 1985 laissant à son successeur une situation assainie.
Candidat dissident du RPR aux élections législatives dans la Manche, avec la liste Confiance dans la Manche, il perd malgré le soutien officieux de Jacques Chirac cependant que le Parti socialiste conquiert un deuxième siège dans ce département traditionnellement acquis à la droite. Faute d'avenir politique, il poursuit sa carrière liée au monde agricole comme directeur de cabinet de François Guillaume, ministre de l´Agriculture (1986-1988), et chargé de mission à la Caisse nationale de crédit agricole en 1988.
En 1990, il devient P-DG de la banque d’affaires Kleinworth Benson France.
Il préside également le conseil d'administration de Capitol Europe, usine d'emballages plastiques implantée dans le Bas-Rhin.

### Présidence de l'UIMM
En 1994, Denis Gautier-Sauvagnac entre à l'Union des industries et métiers de la métallurgie (UIMM) comme délégué général à la suite de Pierre Guillen, puis ajoute la fonction de vice-président en 1996. Reconnu pour ses talents de négociateur, il est élu président à l'unanimité en 2006, succédant à Daniel Dewavrin.
Membre important du MEDEF de par ses fonctions au sein de la première fédération du syndicat patronal, il en est membre du conseil exécutif depuis 2000, président de la commission relations du travail et politiques de l'emploi et, à ce titre, préside en alternance avec les syndicats de salariés, l'UNEDIC depuis 1994. Il est le négociateur du patronat pour la convention Unedic et le système chômage des intermittents du spectacle.
En novembre 2007, il est contraint à la démission de la présidence de l'IUMM, après la révélation dans la presse de retraits suspects de 17 à 20 millions d’euros en espèces des caisses de l’UIMM, entre 2000 et 2007.
Ces fonds, issus d'une « caisse de secours mutuelle » créée en 1972 sous le nom d'« EPIM » (entraide professionnelle des industries de la métallurgie), auraient servi à financer une caisse d'assurance pour les cas de grèves et selon ses dires, à financer les syndicats. Mis en examen le 15 janvier 2008 pour abus de confiance, recel d’abus de confiance et travail dissimulé, Denis Gautier-Sauvagnac refuse d'indiquer les destinataires des sommes en liquides, se bornant à déclarer qu'elles « servaient à fluidifier les relations sociales ».
L'UIMM lui accorde un parachute doré de 1,5 million d'euros bruts en s'engageant à prendre en charge financièrement toutes conséquences en cas de condamnation dans l'affaire des retraits suspects d'argent liquide et lui maintient sa confiance comme délégué général avec un salaire mensuel de 20 000 euros jusqu'à l'élection d'un nouveau titulaire, en juin 2008. Après la révélation de cet accord qui coûte son poste au président de l'Unedic, Michel de Virville, ces indemnités de départ sont réduites à 780 000 euros bruts, avant impôts et cotisations sociales.
Accusé d'avoir détourné 19 millions d'euros, jugé en correctionnelle en 2013 pour abus de confiance et travail dissimulé, Denis Gautier-Sauvagnac est condamné le 10 février 2014, par le tribunal correctionnel de Paris à trois ans de prison dont un ferme, et une amende de 375 000 euros. En appel, le 1er décembre 2015, la condamnation est réduite à 2 ans avec sursis et 100 000 euros d'amende, la Cour expliquant son « indulgence » par « l’absence d’enrichissement personnel » au regard des investigations dans les comptes de l'accusé et de ses proches, et n'ayant pas retenu le travail dissimulé,,. Un an plus tard, il obtient l'effacement de sa condamnation de l'extrait du casier judiciaire par arrêt du 13 février 2017 de la Cour d'appel de Paris.

## Décorations
En juillet 2021, il est suspendu de la Légion d'honneur et de l'Ordre national du mérite à titre disciplinaire pour une durée de 5 ans.
- Commandeur de l'ordre du Mérite agricole

## Sources
- Claire Guélaud et Caroline Monnot, « Denis Gautier-Sauvagnac, en réserve d'un patronat nostalgique de son histoire », Le Monde, 18 mai 2006, mis à jour le 26 septembre 2007